# Donato Acciaiuoli (conseller)
Donato Acciaiuoli fou un noble de la ciutat de Roma, d'origen florentí, conseller del rei de França el 1461. Va ostentar diversos càrrecs per compte de la República de Florència: Vicari a Poppi i Casentino (1462), comissari a Pistoia (1464), capità a Volterra (1469 i 1477), podestà a Montepulciano (1470). Fou gonfanoner de la República el 1474 i podestà de Pisa el 1476. Va morir a Milà el 28 d'agost de 1478.